# Halgerda batangas
Halgerda batangas Carlson & Hoff, 2000 è un mollusco nudibranchio della famiglia Discodorididae.
Il nome deriva dal primo luogo di osservazione, la regione detta Batangas nelle Filippine.

## Descrizione
Corpo colore rosato, ricoperto da un fitto reticolo rosa più scuro, con estroflessioni dello stesso colore con la sommità arancio. Rinofori e branchie rosa, puntinate in rosa scuro, o grigio, puntinate in grigio scuro. Fino a 6 centimetri.

## Distribuzione e habitat
Oceano Pacifico orientale, nella fascia tropicale.